# Aglomeracja tarnowska

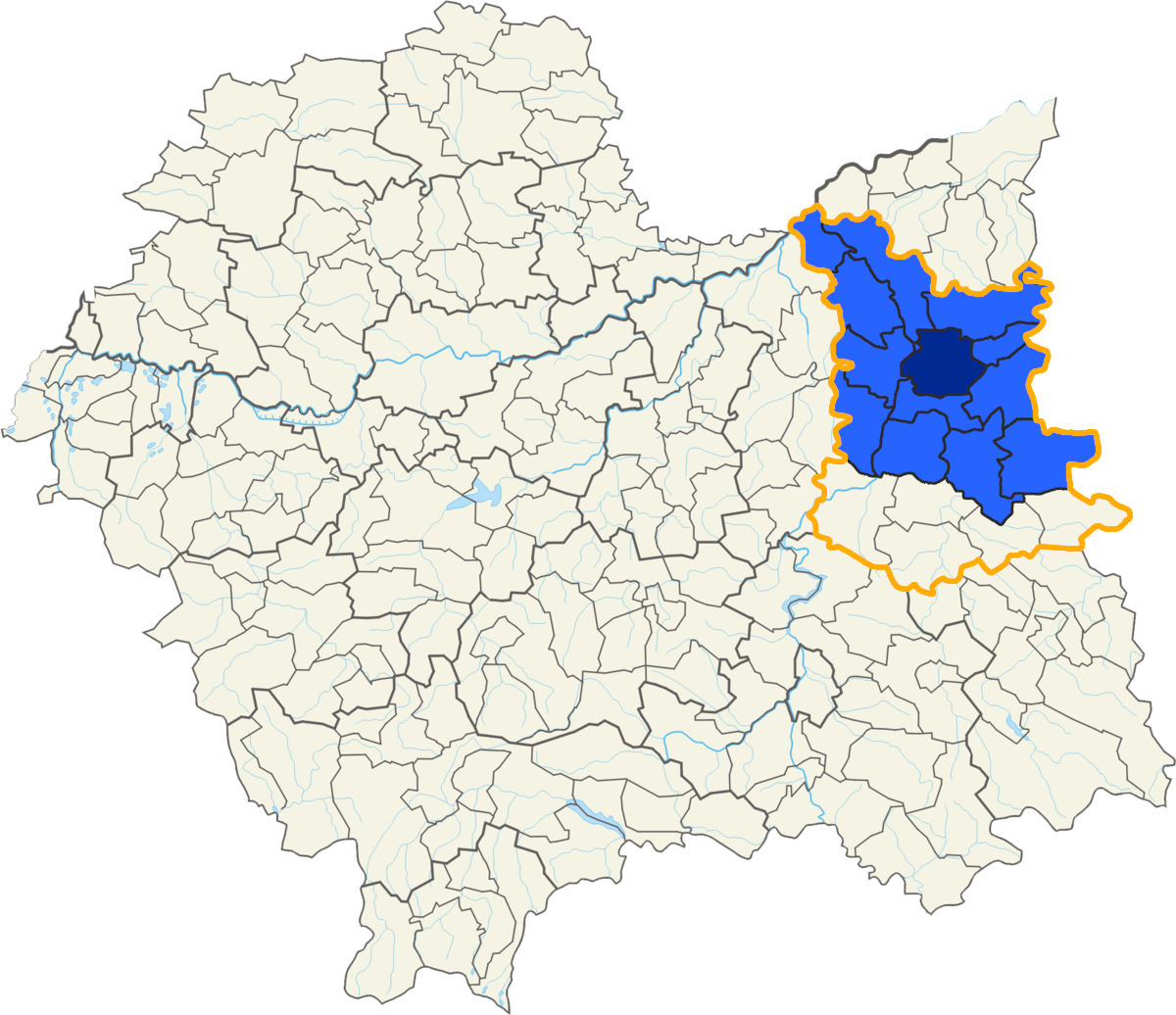
Obszar aglomeracji Tarnowskiej (gminy zaznaczone na niebiesko) na obszarze powiatu tarnowskiego (granica zaznaczona na żółto) na mapie województwa małopolskiego

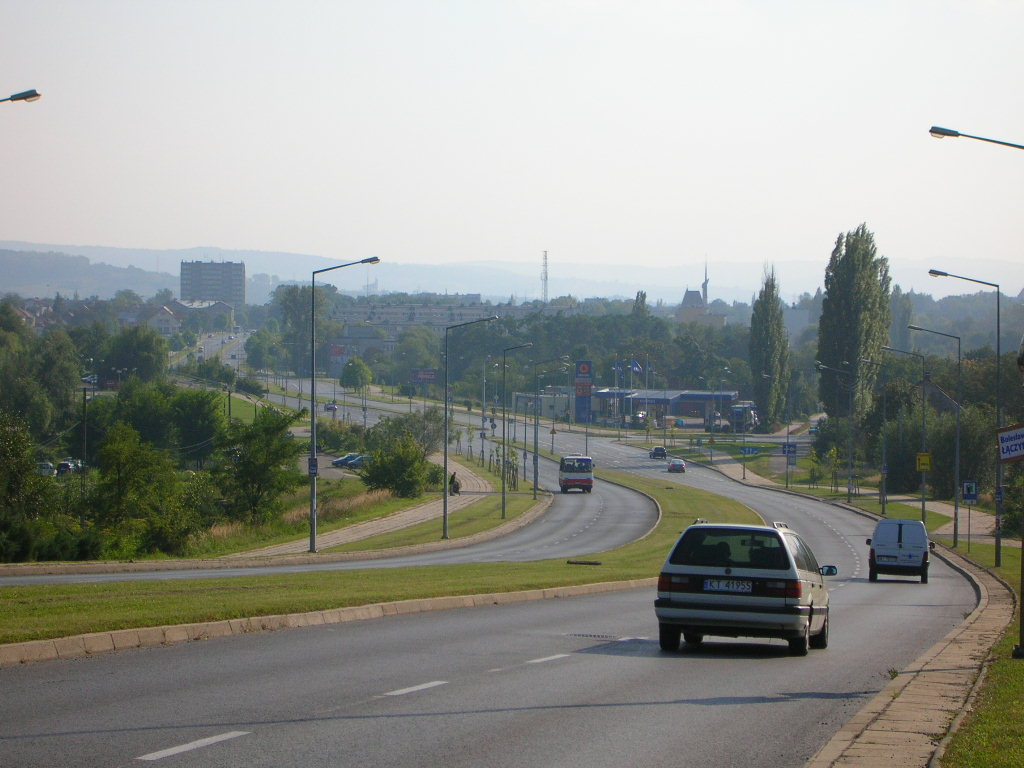
Tarnów, Ul. Nowodąbrowska

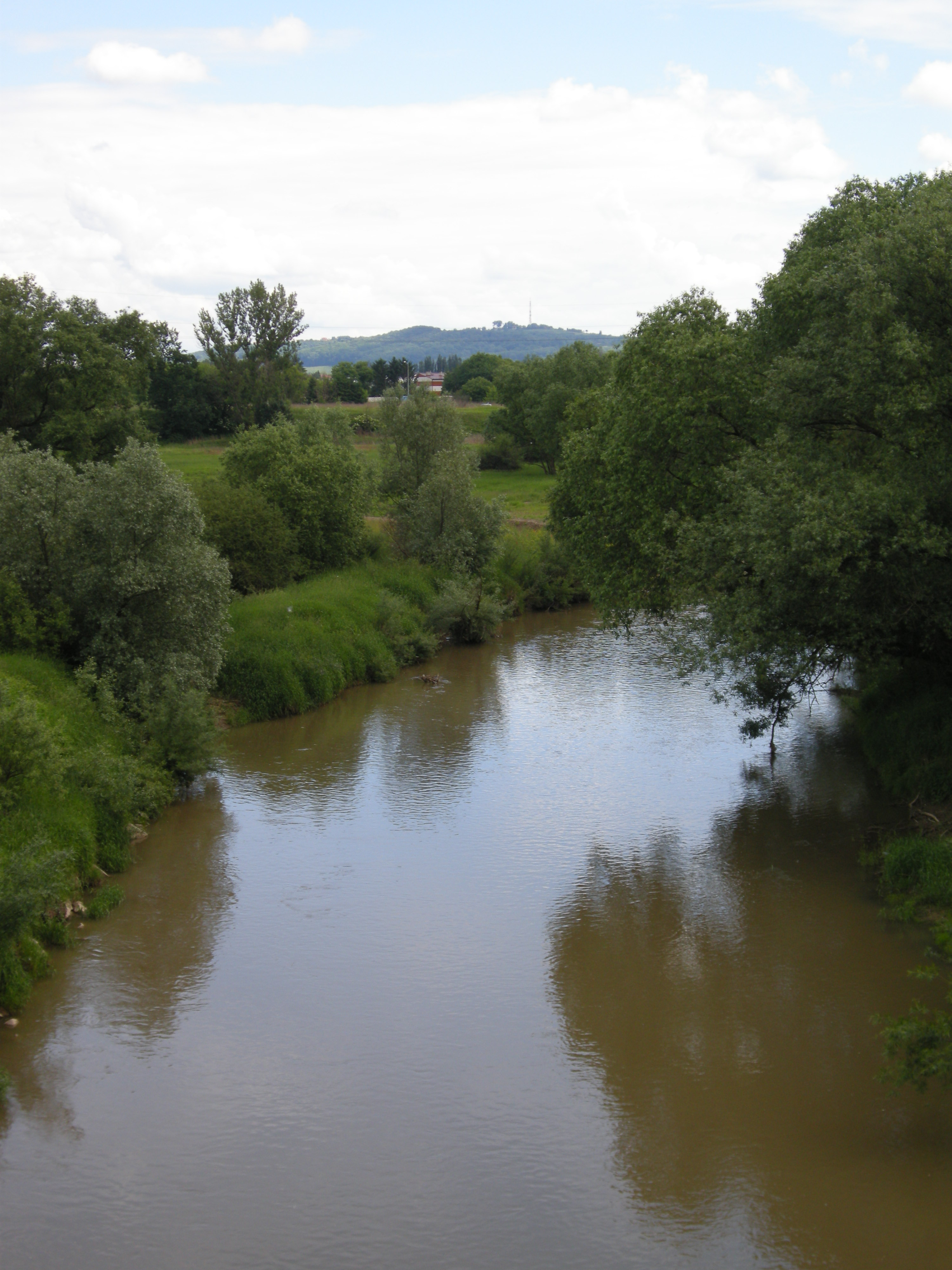
Rzeka Biała z widokiem na Górę św. Marcina, gdzie istniał wczesnośredniowieczny gród i zamek

Aglomeracja tarnowska – aglomeracja w województwie małopolskim obejmująca miasto centralne Tarnów oraz okoliczne zurbanizowane gminy. W skład aglomeracji wchodzi 12 gmin powiatu tarnowskiego. Obszar aglomeracji zamieszkuje ok. 260 tys. osób.
Wyróżniamy następujące definicje:
Geograficzna
Gęsto zabudowany teren wokół miasta Tarnowa o wyraźnie miejsko-podmiejskim charakterze zabudowy. Wyróżnia się ok. 170 tys. trzon o zwartej miejskiej zabudowie na obszarze Tarnowa, Zbylitowskiej Góry, Zgłobic, Koszyc, Rzuchowej, Woli Rzędzińskiej, Wałek, Brzozówki, Ostrowa, Wierzchosławic, Kępy Bogumiłowickiej, Gosławic, Błonia. Druga strefa to strefa przedmieść, zdominowana przez mniej gęstą zabudowę jednorodzinną, na którą składają się pozostałe, silnie zurbanizowane obszary sąsiadujących z Tarnowem gmin, razem z trzonem tworzy obszar zamieszkany przez ok. 260 tys. osób. Tę definicję przyjmuje się w wersji eksperckiej Koncepcji Przestrzennego Zagospodarowania Kraju do 2030 roku.
Administracyjna
Tarnów i pobliskie gminy tworzące miejski obszar funkcjonalny.
| Herb | Gmina                 | Liczba ludności [osób] | Powierzchnia [km²] | Gęstość zaludnienia [osób/km²] |
| ---- | --------------------- | ---------------------- | ------------------ | ------------------------------ |
|      | Tarnów                | 105 922                | 72,4               | 1463                           |
|      | Gmina Tarnów          | 26 405                 | 82,7               | 311                            |
|      | Gmina Żabno           | 18 788                 | 101,6              | 187                            |
|      | Gmina Tuchów          | 17 615                 | 99,9               | 181                            |
|      | Lisia Góra            | 15 455                 | 104,3              | 145                            |
|      | Gmina Skrzyszów       | 14 361                 | 86,0               | 164                            |
|      | Gmina Wojnicz         | 13 243                 | 79,3               | 169                            |
|      | Gmina Pleśna          | 11 860                 | 83,1               | 144                            |
|      | Gmina Ryglice         | 11 588                 | 117,1              | 100                            |
|      | Gmina Wierzchosławice | 10 745                 | 75,2               | 143                            |
|      | Gmina Radłów          | 9 562                  | 86,2               | 113                            |
|      | Gmina Wietrzychowice  | 3 907                  | 48,4               | 83                             |
|      | Razem (aglomeracja)   | 259 451                | 1 036              | 250                            |

Historia aglomeracji
W 1998 roku Tarnów wraz z otaczającymi go gminami zawarł tzw. „porozumienie wierzchosławickie”, które nazwać można zaczątkiem aglomeracji. Gminy porozumienia prowadzą wspólne przedsięwzięcia i projekty jak np. wspólna gospodarka odpadowa. Należały do niego gminy: miasto Tarnów, Radłów, Wierzchosławice, Wojnicz, Żabno, Ryglice, Pleśna, Lisia Góra oraz gmina wiejska Tarnów.
W listopadzie 2006 roku, decyzją wojewody małopolskiego (zgodnie z ustawą o gospodarce wodno-ściekowej), została utworzona aglomeracja „Tarnów”, w której skład weszły Tarnów, Wojnicz, Żabno, Skrzyszów, Lisia Góra, Wierzchosławice, oraz ościenne miejscowości, będące użytkownikami tarnowskiej oczyszczalni ścieków. Na mocy uchwały gminy aglomeracji prowadzą wspólną gospodarkę odpadami oraz wodno-ściekową. W tym samym czasie zarząd województwa stworzył nowy plan zagospodarowania przestrzennego w którym pojawił się „Tarnowski obszar podmiejski” którego granice mniej więcej pokrywały się z granicami aglomeracji (bez kilku gmin).
W kwietniu 2009 roku Tarnów i pobliskie gminy porozumiały się co do utworzenia ścisłego związku międzygminnego „Aglomeracja Tarnowska” w którego skład miały wejść Tarnów oraz 12 pobliskich gmin, liczącego 312 tys. mieszkańców, z czego ok. 160 tys. to ludność miejska. Do zadań aglomeracji należeć miały wspólne planowanie przestrzenne, tworzenie obszarów inwestycyjnych, wspólna polityka edukacyjna, wspólna gospodarka odpadowo-ściekowa, stworzenie komunikacji aglomeracyjnej (prawdopodobnie na bazie ZKM Tarnów) oraz wprowadzenie tzw. „biletów aglomeracyjnych”.
W 2015 roku Tarnów popisał porozumienie o współpracy na rzecz poprawy atrakcyjności inwestycyjnej Aglomeracji Tarnowskiej z ośmioma ościennymi gminami: Radłów, Wierzchosławice, Skrzyszów, Żabno, Ryglice,  Lisia Góra, Wojnicz, Gminą Tarnów. W 2017 roku do sygnatariuszy porozumienia dołączyły dwa kolejne samorządy: Tuchów i Pleśna, natomiast w 2019 roku Wietrzychowice.
10 sierpnia 2021 rozpoczęło działalność Stowarzyszenie Aglomeracja Tarnowska zrzeszające 17 gmin tworzących Miejski Obszar Funkcjonalny Tarnowa.